# 索泰
索泰，滿洲正白旗人，清朝官员。
順治十二年（1655年）乙未，朝廷策試滿洲進士，索泰高中一甲第三名（探花）。授翰林院編修。官至兵科給事中。